# Remedium 2
Remedium 2 (zapisywane również jako Reme2ium lub Remedium II na serwisach streamingowych) – ósmy album studyjny kieleckiego rapera i producenta muzycznego o pseudonimie Tau wydany 12 lipca 2024 roku nakładem wytwórni Bozon Records. Wydawnictwo jest kontynuacją wydanej w 2014 roku płyty Remedium. Całość została wyprodukowana przez samego Tau, z wyjątkiem dwóch utworów, które zostały raper współwyprodukował ze swoim synem Aleksem. Cała płyta została wyprodukowana na przestrzeni 2023 i 2024 roku w kieleckim 8records.
Gościnnie na albumie rapowo udzielili się m.in. Łona, Kacper HTA, Kotzi, Vin Vinci, Anatom i Kara oraz wokalistki Nicole Tymcio i Sara DeepSoul.
Płytę promowały single „Cichy śpiew”, „Street Credit”, „Say Cheese” oraz „Grawitacja”, w którym w teledysku pojawił się aktor Michał Koterski.
Remedium 2 zadebiutowało na 3. miejscu notowania OLiS.

## Lista utworów
| Remedium 2 | Remedium 2                                       | Remedium 2            | Remedium 2 |
| Nr         | Tytuł utworu                                     | Muzyka                | Długość    |
| ---------- | ------------------------------------------------ | --------------------- | ---------- |
| 1.         | „Przeszłość”                                     | Tau                   | 2:24       |
| 2.         | „Wejdź do środka” (gościnnie Nicole Tymcio)      | Tau                   | 4:19       |
| 3.         | „Grawitacja”                                     | Tau                   | 3:02       |
| 4.         | „Hip Hop” (gościnnie Kacper HTA i Sara DeepSoul) | Tau                   | 4:03       |
| 5.         | „AI”                                             | Tau                   | 3:44       |
| 6.         | „Say Cheese” (gościnnie Vin Vinci)               | Tau                   | 2:59       |
| 7.         | „Cisza”                                          | Tau                   | 3:29       |
| 8.         | „Nie znamy się” (gościnnie Łona)                 | Tau                   | 4:03       |
| 9.         | „Tautologia”                                     | Tau                   | 1:16       |
| 10.        | „Cichy śpiew”                                    | Tau                   | 3:39       |
| 11.        | „Widziałem w sobie zło”                          | Tau • Aleks (koprod.) | 3:17       |
| 12.        | „Eloi” (gościnnie Anatom i Sara DeepSoul)        | Tau                   | 3:28       |
| 13.        | „Chciałbym cię spotkać po śmierci”               | Tau                   | 4:11       |
| 14.        | „Nie pora umierać”                               | Tau                   | 3:48       |
| 15.        | „Słowa klucze” (gościnnie Kara)                  | Tau • Aleks (koprod.) | 3:30       |
| 16.        | „Boom Bap”                                       | Tau                   | 2:53       |
| 17.        | „Pax”                                            | Tau                   | 3:22       |
| 18.        | „Street Credit” (gościnnie Medium)               | Tau                   | 3:32       |
| 19.        | „Zdobyłem tak wiele” (gościnnie Sara DeepSoul)   | Tau                   | 3:26       |
| 20.        | „Słuchawki i beat”                               | Tau                   | 3:38       |
| 21.        | „Latarnik” (gościnnie Kotzi)                     | Tau                   | 4:15       |
|            |                                                  |                       | 1:12:18    |

## Twórcy
| Muzycy - Piotr „Tau” Kowalczyk – rap, słowa, muzyka, produkcja muzyczna - Aleksander Kowalczyk – koprodukcja (utwory: 11, 15) - Anatom – rap, słowa - Kacper HTA – rap, słowa - Vin Vinci – rap, słowa - Łona – rap, słowa - Kara – rap, słowa - Kotzi – rap, słowa - Nicole Tymcio – śpiew, słowa - Sara DeepSoul – śpiew, słowa | Kwestie techniczne - SewerX – grafika - Filip Gołda – miks, mastering - Prawa autorskie (© / ℗): Bozon Records - Miks i mastering: 8records Studio, Kielce - Dystrybucja: Step Dystrybucja |